# 辻元よしふみ
辻元 よしふみ（つじもと よしふみ、1967年（昭和42年） - ）は、日本の服飾評論家、戦史・服飾史・軍装史研究家、翻訳家、ファッション・アドバイザー、ファッション・コラムニスト、詩人、エッセイストである。本名・辻元佳史。
2018年に導入の陸上自衛隊の制服（16式常装）改正にかかわり、山崎幸二・陸上幕僚長より陸上幕僚長感謝状を受けた。2019年から、陸上自衛隊需品学校の部外講師（軍装史学）。東京ベイカレッジ非常勤講師。防衛省職員・自衛官向けの専門紙「朝雲新聞」が「軍装史研究の第一人者」（2014年10月30日付）と評している。NHKなどのテレビ出演も多い。

## 経歴・人物
岐阜市生まれ。茨城県坂東市立岩井第二小学校、坂東市立岩井中学校、茨城県立下妻第一高等学校を経て早稲田大学卒。読売新聞社に入社。元日本現代詩人会理事。日本文藝家協会、国際服飾学会、服飾文化学会、軍事史学会会員。
1990年、村田正夫が主宰する潮流詩派に参加し詩人として活動開始。1996年以後は戦史・服飾史・軍装史研究家としての著作活動を始めた。近年は翻訳家としての活動も多い。服飾や軍服の歴史について、NHKや民放各局のテレビ番組に出演し解説。服飾史と軍事史に関する知識を駆使し、世界史的視点からの服装の変遷を考究し、ミリタリーウエアが今日の紳士服に与えている影響を独自の視点で説いている。単行本以外に中央公論新社の新書などで共同執筆しているほか、日本経済新聞、朝日新聞、読売新聞、西日本新聞、日刊ゲンダイ、日刊スポーツ紙上に署名記事が見られ、河出書房新社、小学館、丸善、ワールドフォトプレス社、工作舎の刊行物などでも戦史と軍装史にかんする記事を書いている。近年は防衛省など省庁や企業の求めに応じて、服飾史や軍装史の研究に基づいたファッション・デザインの提案や企画の仕事を増やしている。
「スーパーロック詩人」というキャッチフレーズは三一書房の編集者が命名したという。「よしふみ」というひらがな表記は2004年ごろから。それ以前は本名の佳史だった。妻はイラストレーターの辻元玲子。義父（玲子の父）は文教大学元理事長で名誉教授の作曲家・田村徹。
元衆議院議員の辻元清美とは縁戚関係はないが、早大時代に「弟さんですか」とよく聞かれたという。
大学生時代には千葉県内の学習塾でアルバイトをしており、当時の一人称は「吾輩」。同時期にやはり早大に在学していたデーモン小暮閣下に口調が似ている、と生徒から言われたためだという。この塾の講師仲間に、後に靴職人となる柳町弘之がおり、ファッション関係の仕事を始めたときに再会してお互いに驚いた。
年齢から考えると豊か過ぎる髪型がトレードマークだが、これについては「40歳代で大病をしたときからウィッグを使い始めたのですが、実は現在、禿げておりません。しかし癖になってしまい、今でも愛用しています。17～18世紀のヨーロッパの人たちはウィッグを使っておりましたので、私もまったく気にしておりませんし、周囲にも公言しております」と本人がオンワード樫山のYouTube番組 BE SUITS!!：https://www.youtube.com/@be_suits にコメントを書いている。

## 主な著作
- 1992年詩集『戦争ッてヤツ』（潮流出版社）刊。
- 1993年詩集『ふぇみにすむ』（同）刊。
- 同年『現代詩つれづれ草』（新潮社、清水哲男著）に作品収録。
- 1994年詩集『僕が港に残ったわけ』（潮流出版社）刊。第45回H氏賞候補。
- 1996年詩集『野性の月』（同）刊。第47回H氏賞候補。
- 1998年詩集『赤坂江戸城外濠跡あたり』（思潮社）刊。第32回小熊秀雄賞候補。
- 2001年詩・エッセイ集『全世界を滅ぼして「自分」だけがいればよい』（三一書房）刊。
- 2003年詩集『世界と戦う7つのレッスン』（草原詩社）刊。
- 2004年『年表で読む情報百科』（中公新書ラクレ）で共同執筆。
- 2005年詩集『ナヴァロンの秋』（土曜美術社出版販売）刊。
- 2008年『スーツ＝軍服！？　スーツ・ファッションはミリタリー・ファッションの末裔だった！！』（彩流社）刊。
- 2011年『図説にほんのかたちをよむ事典』（工作舎）に執筆。
- 2012年『図説　軍服の歴史5000年』（彩流社）刊。
- 2014年 中国語版『図説世界軍服歴史5000年』（張永訳・東方出版社）刊。
- 2014年『イギリス文化事典』（丸善出版）に執筆。
- 2016年『軍装・服飾史カラー図鑑』（イカロス出版）刊。帯の推薦文はファッションデザイナーのコシノジュンコで、「軍服を男の美学とすれば、それは今の紳士服の基本でもある。こんな服装史料がほしかった！」
- 2017年 台湾版『圖鑑版 軍裝、紳士服飾史』（黃琳雅訳・楓樹林)。
- 2021年『図説 戦争と軍服の歴史』(イラスト：辻元玲子）（河出書房新社）刊。
- 2023年 韓国語版『전쟁과 군복의 역사』（戦争と軍服の歴史）（キム・ヒョジン訳・AKコミュニケーションズ）刊。
- 2024年『軍装・服飾史カラー図鑑 増補版』（イカロス出版）刊。

## 主な翻訳書・監修書
- 2014年『華麗なるナポレオン軍の軍服』(翻訳監修　リュシアン・ルスロ著）（マール社）刊。
- 2020年『地図とタイムラインで読む第2次世界大戦全史』(翻訳監修　ピーター・スノウほか著）（河出書房新社）刊。
- 2022年『地図とタイムラインでわかる戦争の世界史大図鑑』(翻訳監修　ピーター・スノウほか著）（河出書房新社）刊。
- 2023年『写真でたどる麗しの紳士服図鑑』(翻訳・日本語版監修　リディア・エドワーズ著）（河出書房新社）刊。
- 2023年『フロッグマン戦記  第２次世界大戦　米軍水中破壊工作部隊』(翻訳　アンドリュー・ダビンズ著）（河出書房新社）刊。
- 2023年『第二次世界大戦　運命の決断 あなたの選択で歴史はどう変わるのか』(翻訳　ジョン・バックレー著）（河出書房新社）刊。
- 2023年『第三帝国全史 上 ヒトラー 1933-1939』（翻訳　フランク・マクドノー著）（河出書房新社）刊。
- 2023年『第三帝国全史 下 ヒトラー 1940-1945』（翻訳　フランク・マクドノー著）（河出書房新社）刊。
- 2024年『私はアウシュヴィッツと5つの収容所を生きのびナチス・ハンターとなった』（翻訳　辻元玲子監訳、ヨセフ・レフコヴィチ、マイケル・カルヴィン著)（河出書房新社）刊。
- 2024年『ヒトラーと戦ったユダヤ人特殊部隊』（翻訳　辻元玲子語学監修　ブルース・ヘンダーソン著）（河出書房新社）刊。
- 2024年『ビジュアル図鑑 魔導書の歴史』（翻訳　辻元玲子共訳　オーウェン・デイヴィス著）（河出書房新社）刊。
- 2024年『バルバロッサ 最前線のドイツ兵が見た独ソ戦』（翻訳　辻元玲子語学監修　ジョナサン・トリッグ著）（河出書房新社）刊。
- 2024年『古代ローマ帝国大図鑑』（翻訳　辻元玲子監訳　アンドリュー・ジェームス・シレット, マシュー・ニコルズ他）（河出書房新社）刊。
- 2024年『ラトランド、お前は誰だ？ 日本を真珠湾攻撃に導いた男』（翻訳　R.ドラブキン著）（河出書房新社）刊。
- 2025年『イラストでたどる西洋ファッション年表　ビザンツ帝国時代から20世紀初頭のモダンファッションまで』（日本語版監修）（ホビージャパン）刊。
- 2025年『ファンタジー創作のための 軍服・礼装の描き方』（日本語版監修）（マール社）刊。
- 2025年『魔術教本』（翻訳　辻元玲子共訳　アナスタシア・グレイウルフ著）（河出書房新社）刊。

## 主な出演歴
- 1997年、朗読ライブ「世紀末でうたう詩人の会」開始。ライヴ・シリーズとして続け、2004年のライヴ04ファイナルで終了。野村喜和夫、城戸朱理、和合亮一らと共演
- 2010年8月30日放送のメ～テレ（名古屋テレビ）「キングコングのあるコトないコト」第44回「学生服」にコメント出演。
- 2013年2月1日放送のテレビ東京系「所さんの学校では教えてくれないそこんトコロ!」に出演（英国近衛兵の帽子の謎について）。
- 2015年6月23日放送のテレビ朝日系「お願い!ランキング」（男性の短パンにカリカリする女性たち）に情報提供し協力。
- 2016年7月8日放送のNHKBSプレミアム「美の壺」に出演（ファイル381 華やぎのボタン）。
- 2016年7月13日放送のメ～テレ（名古屋テレビ）「ドデスカ!」の「全力リサーチ 男性の短パンはアリ？ナシ？」に電話出演。
- 2018年9月16日、NHKEテレで放映の「美の壺・選」に出演（ファイル381 華やぎのボタン）。
- 2018年12月2日、日本テレビで放映の「スクール革命!」で情報監修（迷彩服の起源）。
- 2019年5月6日、朝日放送テレビで放映の「キャスト」で、「なんでやねん！？ とび職人の作業ズボンの謎」に電話出演。
- 2019年9月30日、朝日放送テレビで放映の「キャスト」で、「シャツのロゴが左胸にあるの、なんでやねん！？」に出演。
- 2021年2月12日放送のテレビ東京系「所さんの学校では教えてくれないそこんトコロ!」に出演（ニット帽のポンポンについて）。またトレンチコートの情報監修も担当。共演者は高木雄也。
- 2021年5月13日放送のNHKBSプレミアム「ヒューマニエンス」に出演（～衣服～服の色の秘密）。
- 2021年12月22日放送のテレビ朝日「くりぃむクイズ ミラクル9」で情報監修（アメリカ海軍CPOジャケット）。
- 2022年7月20日より、毎月第1、第3水曜日午後10時から、FＭルピナスでラジオの冠番組「辻元よしふみ＆玲子のファッションど真ん中！」放送開始。YouTubeでも同時に動画配信。
- 2023年9月3日、日本テレビサンバリュ「せっかち勉強～知らないとヤバい事～」で情報提供・監修。
- 2024年4月12日、NHK総合「チコちゃんに叱られる!」の「野球のユニフォームに横じまがないのはなぜ？」に出演。
- 2024年5月10日、NHK総合「チコちゃんに叱られる!」の「ゴルフにはなぜ“ブービー賞”がある？」の「ゴルフの優勝ブレザー」に情報提供・監修。
- 2024年6月7日、NHK総合「チコちゃんに叱られる!」の「学ランのナゾ」に出演。
- 2024年8月24日、鏡リュウジ主催の東京アストロロジー・スクール夏季特別セミナー「呪術と魔法と占いと」に出演。
- 2024年12月6日、NHK総合「チコちゃんに叱られる!」の「警察官やパイロットの帽子の謎」に出演。
- 2025年1月31日、NHK総合「チコちゃんに叱られる!」の「ズボンも下着もなぜパンツ？」に出演。
- 2025年5月16日、NHK総合「チコちゃんに叱られる!」の「靴下の謎」に出演。
- 2025年8月「オンワード樫山」のYouTube チャンネル オンワード樫山 BE SUITS!!：https://www.youtube.com/@be_suits の「服学。」に辻元玲子と出演。
- 2025年8月11日放送のテレビ朝日「報道ステーション」で再現ドラマに登場する日本軍人の軍服・軍装を監修。

## 主な論文
- 1996年 1月   将校帽の形－戦場のダンディズム　形の文化会『形の文化誌〔3〕』(工作舎）初出。
- 1996年12月 　戦車の形－その由来と発展　『形の文化誌〔4〕』初出。
- 1999年3月 　軍艦“艦橋”の研究　『形の文化誌〔6〕』初出。
- 2016年4月 　男心をくすぐる！ ミリタリー・ウエア進化論　小学館『メンズプレシャス 春号』初出。

## 主な新聞、雑誌への掲載・連載
- 2003～2005年、文芸誌「GANYMEDE」で書評担当。
- 2007年4月～08年3月、文芸誌「詩と思想」で書評担当。
- 2007年 『デザインがわかる』（ワールドフォトプレス）に「軍服のデザイン」掲載。
- 2011年4月～13年4月、日刊ゲンダイで連載「辻元よしふみ　おしゃれウンチク堂」（通算51回）。
- 2013年5月～14年8月、日刊ゲンダイで連載「鉄板！おしゃれ道」（通算32回）。
- 2016年12月2日付けの朝日新聞・第３社会面「ニュース Q3」コーナーで、「ナチス風－批判浴びた欅坂46衣装」（秋山惣一郎記者）にコメント。妻、玲子のイラストも掲載。
- 2017年10月21日　東京家政大学で服飾文化学会主催の講演会「軍服 その歴史とイラストレーション」を、辻元玲子と共に行う。
- 2018年8月1日　陸上自衛隊の幹部親睦団体の機関誌「修親」8月号に、「軍装史から見た陸自新常装（上）」を掲載。以後、10月号まで連載。
- 2019年9月30日、日刊スポーツにインタビュー記事「東京五輪で注目 旭日旗って何だ」が掲載。
- 2019年10月24日、日刊ゲンダイ 10月25日付の記事「昭恵夫人 饗宴の儀『訪問着』出席の非常識」にコメント。
- 2019年10月、ALSOKの季刊誌「Always」64号より「ガードマンの制服物語」連載開始。2023年7月、連載16回で終了。
- 2020年9月3日発売の週刊文春９月10日号掲載の記事、「三浦春馬 戦争ドラマ 『最後の演技がこんなズサンな衣装で』」に軍装、服装の時代考証面でコメント。
- 2020年11月5日、宝塚歌劇団の機関誌歌劇にインタビュー記事「黒燕尾の誕生！」掲載。
- 2021年12月21日、日刊ゲンダイ の記事「ミス・ユニバースの和服風衣装が大炎上」にコメント。
- 2022年6月3日公開の映画「オフィサー・アンド・スパイ」の宣伝で、フランス軍の軍服を解説。
- 2023年2月、西日本新聞の「あなたの特命取材班」の記事「佐世保滞在の海軍士官、軍装に見える人物像」にコメント。https://www.nishinippon.co.jp/item/1050708/
- 2023年11月11日、日本経済新聞 の日経プラスワン何でもランキング（テーマ「ファッション基礎用語」）で情報提供・監修。
- 2025年4月、PHPの歴史街道5月号「私の一冊」で中西立太の『日本甲冑史』（大日本絵画）を紹介。
- 2025年6月14日、安積歴史塾（福島県郡山市）主催の講演会。演題は「軍装の歴史から見た国際関係」。
- 2025年7月、エクスナレッジの建築知識7月号「イスラムの建物と街並み詳細絵巻」で「イスラム圏の武器・甲冑」を解説。イラストは辻元玲子。
- 2025年8月21日付けの朝日新聞fashion面で、「迷彩柄を考える 戦争やまぬ今」にコメント。